# Liudmila Gúrtxenko
Liudmila Màrkovna Gúrtxenko (en rus: Людми́ла Ма́рковна Гу́рченко; en ucraïnès: Людми́ла Ма́рківна Гу́рченко, Liudmila Màrkivna Húrtxenko; coneguda internacionalment com a Lyudmila Gurchenko) (12 de novembre de 1935, Khàrkiv, URSS – 30 de març de 2011, Moscou, Rússia) fou una actriu de cinema, cantant, directora de cinema, guionista i escriptora soviètica i russa d'origen ucraïnès.
Va ser una de les actrius més populars de la Unió Soviètica. Artista del Poble de l'URSS (1983). Artista d'Honor de la RSFSR (1969). Artista del Poble de la RSFSR (1977). Guanyadora del Premi Estatal de la RSFSR Els germans Vassíliev (1976) i del Premi Estatal de la Federació Russa (1994).
Està coneguda sobretot per a les seves actuacions en les pel·lícules soviètiques com La nit de Carnaval (1956), La noia amb guitarra (1958), Les parets velles (1973), El barret de palla (1974), Vint dies sense guerra (1976), Cinc nits (1978), La dona estimada del mecànic Gavrílov (1981), Estació per a dos (1982), Amor i coloms (1984), La meva marina (1990), Viva Gardes-Marines! (1991) o Les velles rosses (2000).

## Biografia
Liudmila Gúrtxenko va néixer el 1935 a Khàrkiv, Unió Soviètica (actual Ucraïna). Els seus pares eren Mark Gavrílovitx Gúrtxenko (1898–1973) i Ielena Aleksàndrovna Símonova-Gúrtxenko (1917–1999). Abans de la Segona Guerra Mundial la seva família vivia en un apartament d'una habitació a la planta baixa del carrer Mordvínovski, núm. 17 (ara carrer Gúrtxenko, núm. 7). En aquell període, els seus pares treballaven a la Filharmònica de Khàrkiv. Mark Gúrtxenko era un músic professional; tocava el baian (acordió rus) i cantava a matinals i festes, mentre la seva dona Ielena l'ajudava.
Liudmila va passar una part de la infància amb la seva mare sota l'ocupació alemanya, mentre el seu pare s'havia incorporat a l'Exèrcit Roig, tot i que tenia deficiències físiques.
A la tardor del 1944, un any després de la retirada de l'Exèrcit alemany de Khàrkiv, Liudmila va fer una audició per a una escola local de música, interpretant, entre d'altres, una cançó amb "gesticulació" (és a dir, amb els gestos que suposadament feien cantants professionals), una actuació que va fer que els professors partissin de riure. Tot i així, l'examen va tenir un èxit colossal i va ser acceptada com a estudianta.
El 1953, després d'haver acabat l'escola, es va traslladar a Moscou, on es va matricular a l'Institut Gueràssimov de Cinematografia. El 1956, quan tenia 21 anys, va interpretar un dels papers principals a la pel·lícula musical La nit de Carnaval, el debut cinematogràfic del famós director Eldar Riazànov. La pel·lícula va tenir un èxit immens, amb Liudmila convertint-se en una veritable estrella i ídol a tota la Unió Soviètica. Durant els dos anys següents va recórrer l'estat soviètic amb els números musicals inspirats en La nit de Carnaval, atraient grans multituds d'espectadors.
Tanmateix, l'establiment cultural soviètic considerava que el seu estil era massa occidental i massa "fora de línia" amb els estàndards soviètics. Va ser acusada de cobrar honoraris excessius per les seves actuacions. Es va convertir en objecte de crítiques en diversos periòdics influents soviètics, on es parlava sobre els seus suposats delictes financers i la seva suposada manca de patriotisme. El 1958 es va estrenar una altra pel·lícula musical amb Gúrtxenko, La noia amb guitarra, la gran part de la qual s'havia rodat abans que es publiquessin aquests articles. La pel·lícula no va ser "recomanada" per a una distribució àmplia i es va convertir en un flop de taquilla.
Fins a principis dels anys 1970, tot i que actuava de manera regular, era poc visible. Va tenir algunes actuacions memorables, però eren papers petits, en pel·lícules com El matrimoni de Balzamínov (1964), El camí cap a Rübezahl (1971) o La corona de l'Imperi Rus, o Els Venjadors Elusius una altra vegada (1971). Aquesta situació va continuar fins al 1974 quan es va estrenar la pel·lícula Les parets velles, en la qual Gúrtxenko va tenir el paper principal, el de directora d'una fàbrica de teixits.
El 1982, va tornar a aparèixer a una pel·lícula dirigida per Eldar Riazànov, qui ja s'havia convertit en un dels directors més populars i prolífics de l'URSS. Aquesta vegada va ser Estació per a dos, on també van aparèixer els coneguts actors Oleg Bassilaixvili i Nikita Mikhalkov. El paper de Vera, una cambrera de quaranta i escaig anys, en aquesta emotiva pel·lícula, va fer que Gúrtxenko és convertís de nou en una estrella del cinema soviètic. Més tard, va protagonitzar Amor i coloms (1984) de Vladímir Menxov i moltes altres pel·lícules i programes de televisió. El seu talent polifacètic va ser reconegut en moltes ocasions. El 1983, va rebre el títol d'Artista del Poble de l'URSS, el màxim premi que es podia atorgar a una artista musical.
El 1980, va publicar un llibre autobiogràfic intitulat La meva infantesa adulta (en rus: "Моё взрослое детство"), on va descriure la seva vida durant l'ocupació alemanya de Khàrkiv i el començament de la seva carrera d'actuació.
El 2010, va ser guardonada amb l'Orde per Serveis a la Pàtria de segon grau (abans ja havia rebut l'Orde de quart grau el 2000 i l'Orde de tercer grau el 2005), una de les decoracions civils més altes de la Rússia post-soviètica.
El 2011, continuava actuant i assistia a festes de gala.
El 14 de febrer de 2011, va caure a prop de casa seva i se li va trencar un maluc. L'endemà va ser traslladada a un hospital i operada. El 30 de març, la seva condició va empitjorar (o bé a causa de l'operació o bé a causa d'insuficiència cardíaca) i va morir aquell mateix dia. El 2 d'abril, va ser enterrada al cementiri de Novodévitxi de Moscou després d'un funeral civil.

## Vida personal
Va ser casada sis vegades. Un dels seus marits va ser el famós cantant Ióssif Kobzon. Va tenir una filla, Maria, del segon matrimoni amb Borís Andronikaixvili, dos nets i una besneta.

## Filmografia selecta
| Any  | Títol en català (oficial o traduït literalment)                     | Títol original                                  | Paper                              |
| 1956 | La nit de Carnaval                                                  | Карнавальная ночь                               | Lena Krilova                       |
| 1956 | El cor bat de nou...                                                | Сердце бьётся вновь…                            | Tània Balaixova                    |
| 1958 | La noia amb guitarra                                                | Девушка с гитарой                               | Tània Fedóssova                    |
| 1961 | La dona de mala vida                                                | Гулящая                                         | Khristina                          |
| 1964 | El matrimoni de Balzamínov                                          | Женитьба Бальзаминова                           | Ustinka                            |
| 1971 | El camí cap a Rübezahl                                              | Дорога на Рюбецаль                              | Xura Soloviova                     |
| 1971 | La corona de l'Imperi Rus, o Els Venjadors Elusius una altra vegada | Корона Российской империи, или Снова неуловимые | Agrafena Zavóljskaia               |
| 1976 | Vint dies sense guerra                                              | Двадцать дней без войны                         | Nina Nikolàievna                   |
| 1976 | Mama                                                                | Мама                                            | Mamà Cabra (Rada)                  |
| 1976 | El barret de palla                                                  | Соломенная шляпка                               | Clara                              |
| 1976 | Les orenetes del cel                                                | Небесные ласточки                               | Korina                             |
| 1978 | Siberiade                                                           | Сибириада                                       | Taia Solómina                      |
| 1979 | Cinc nits                                                           | Пять вечеров                                    | Tamara Vassílievna                 |
| 1981 | La dona estimada del mecànic Gavrílov                               | Любимая женщина механика Гаврилова              | Margarita Serguéievna Soloviova    |
| 1982 | Estació per a dos                                                   | Вокзал для двоих                                | Vera Nikolàievna Nefiódova         |
| 1982 | Vols en somnis i en realitat                                        | Полёты во сне и наяву                           | Larissa Iúrievna Kuzminà           |
| 1984 | Amor i coloms                                                       | Любовь и голуби                                 | Raïssa Zakhàrovna                  |
| 1990 | La meva marina                                                      | Моя морячка                                     | Liudmila Paixkova                  |
| 1991 | Viva Gardes-Marines!                                                | Виват, гардемарины!                             | Joana Elisabet de Holstein-Gottorp |
| 1993 | Gardes-Marines 3                                                    | Гардемарины 3                                   | Joana Elisabet de Holstein-Gottorp |
| 2000 | Les velles rosses                                                   | Старые клячи                                    | Ielizaveta                         |